# Ittan-momen
Ittan-momen (一反木綿, literalmente um décimo de um hectare de algodão), ou Ittan-mommen no dialeto de Kagoshima, é um youkai japonês. Ele voa através do ar e ataca pessoas cobrindo o rosto ou a garganta delas e sufocando-as. "Momen" significa, algodão em japonês.